# Hypolepis sparsisora
Hypolepis sparsisora là một loài thực vật có mạch trong họ Dennstaedtiaceae. Loài này được (Schrad.) Kuhn miêu tả khoa học đầu tiên năm 1868.

## Hình ảnh

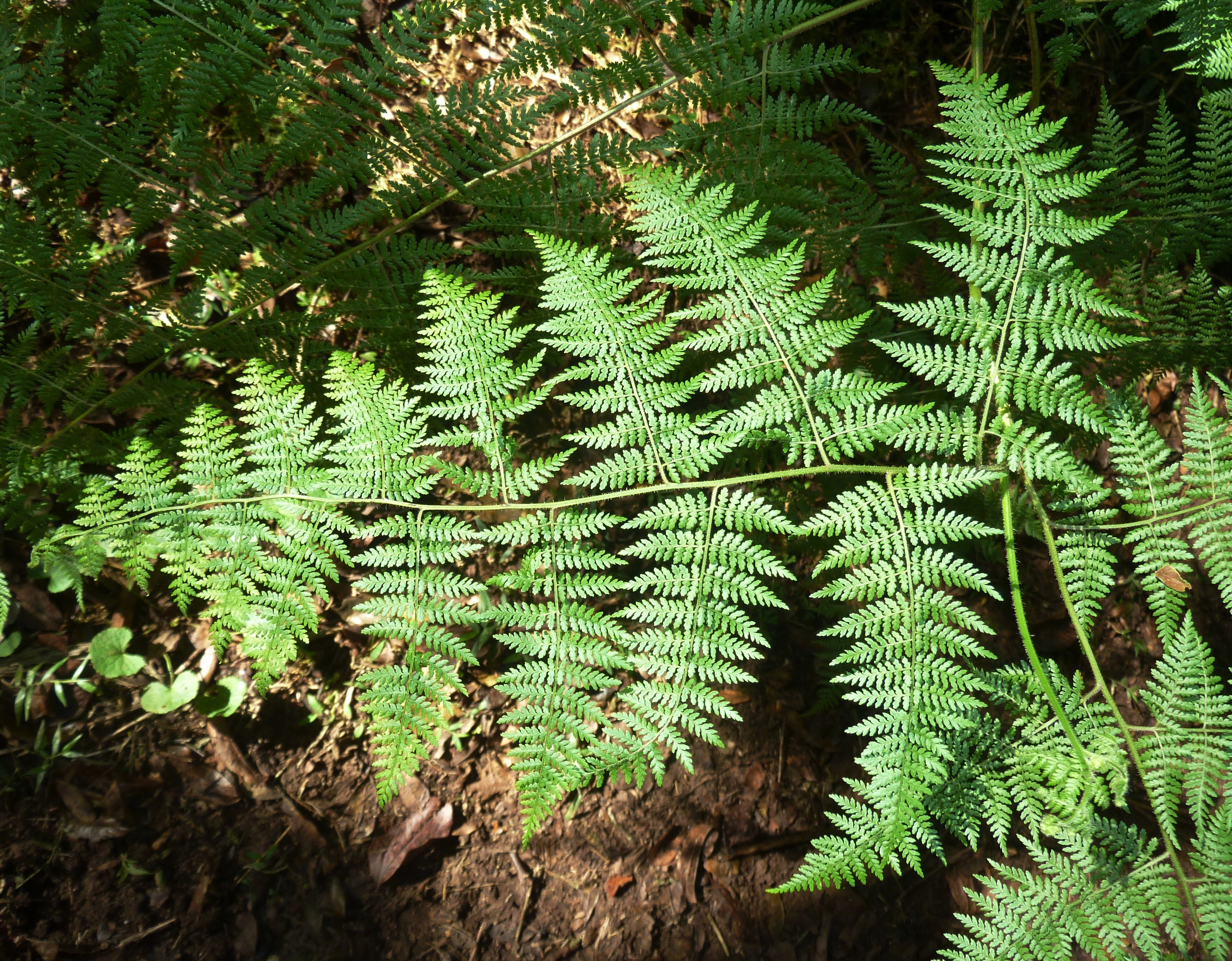
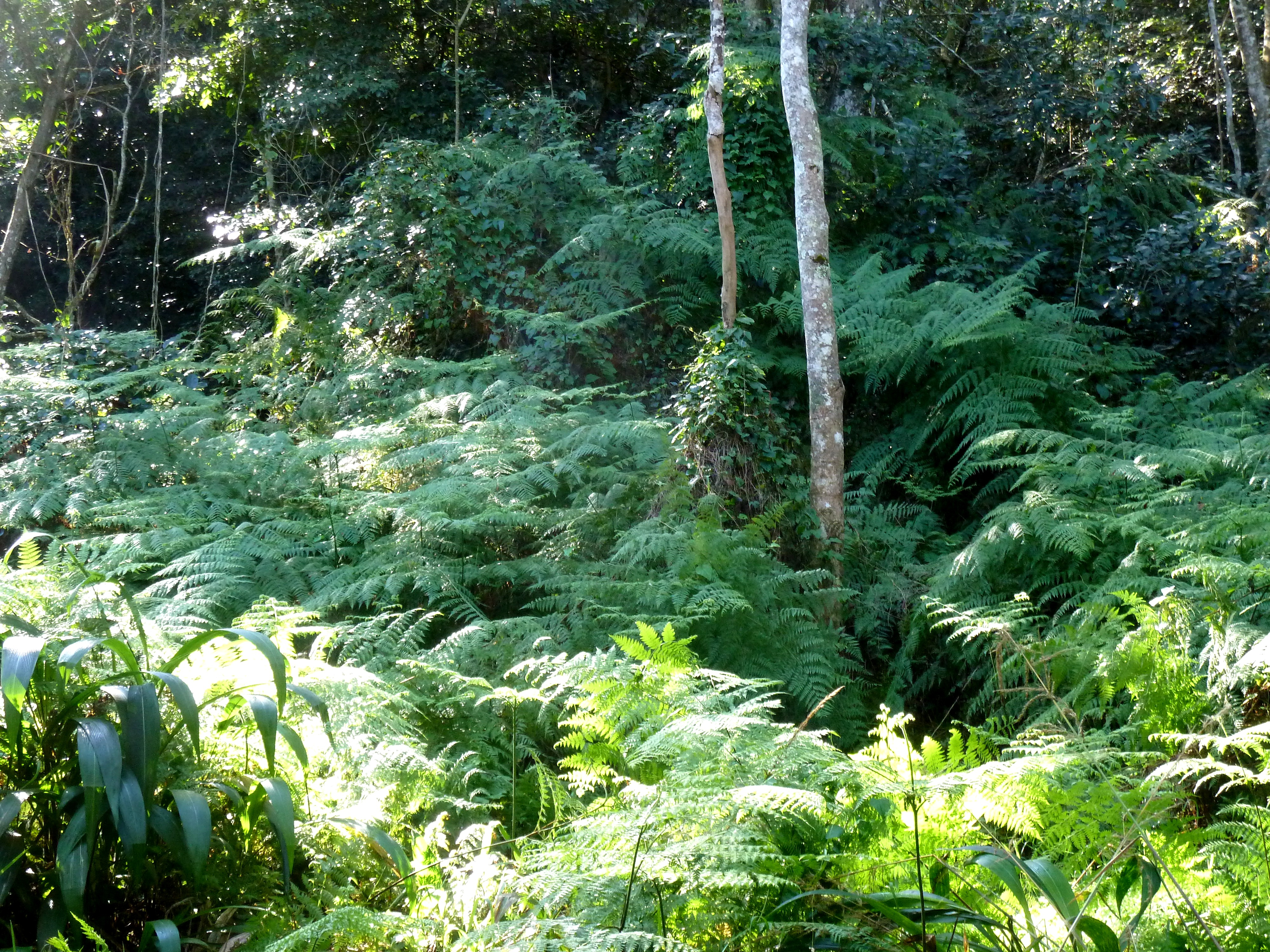
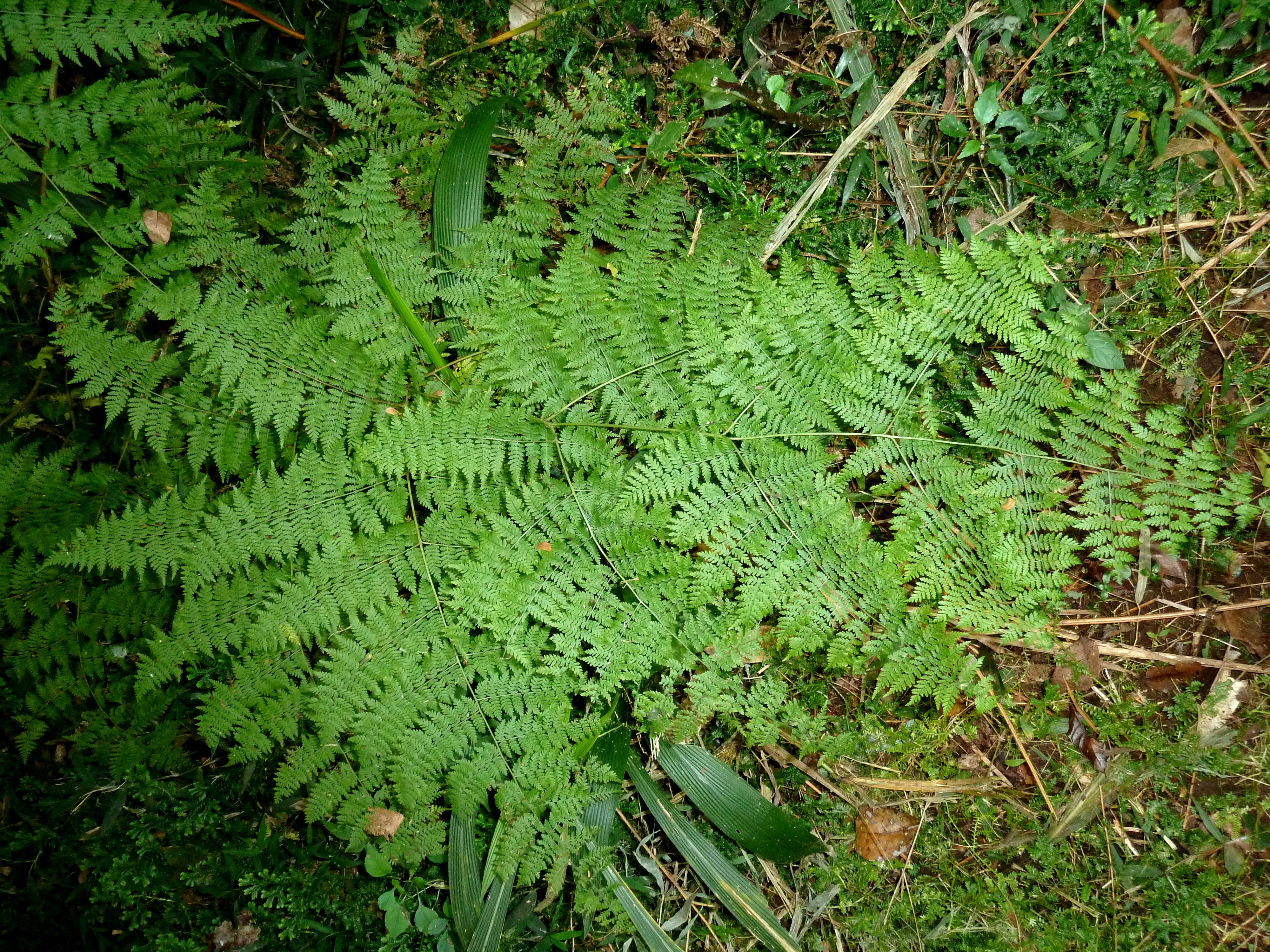
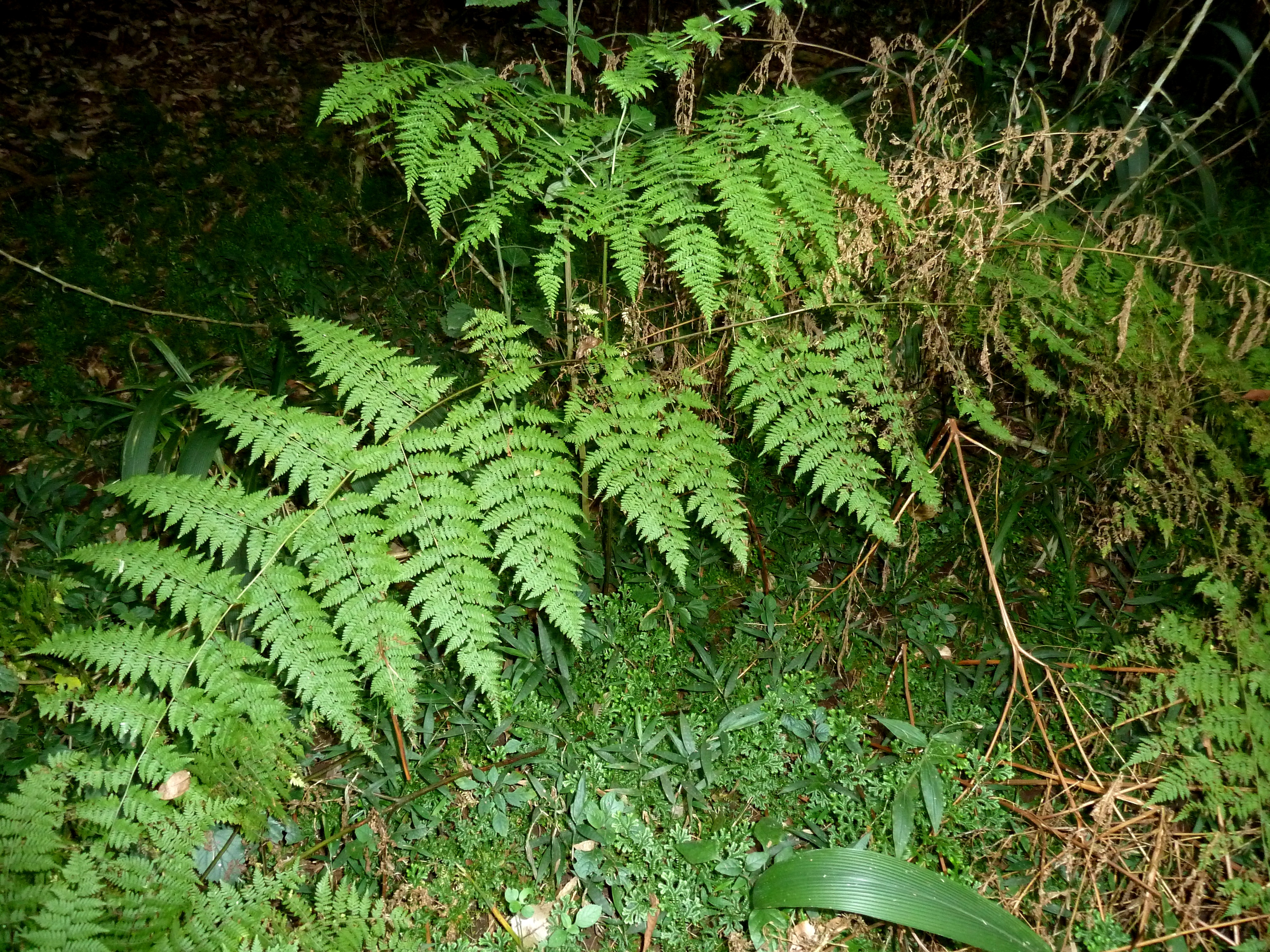